# اگنس ریکو
اگنس ریکو (انگلیسی: Agnese Ricco؛ زادهٔ ۲۰ آوریل ۱۹۸۶) بازیکن فوتبال اهل ایتالیا است.